# Casa Universitarilor din Cluj-Napoca

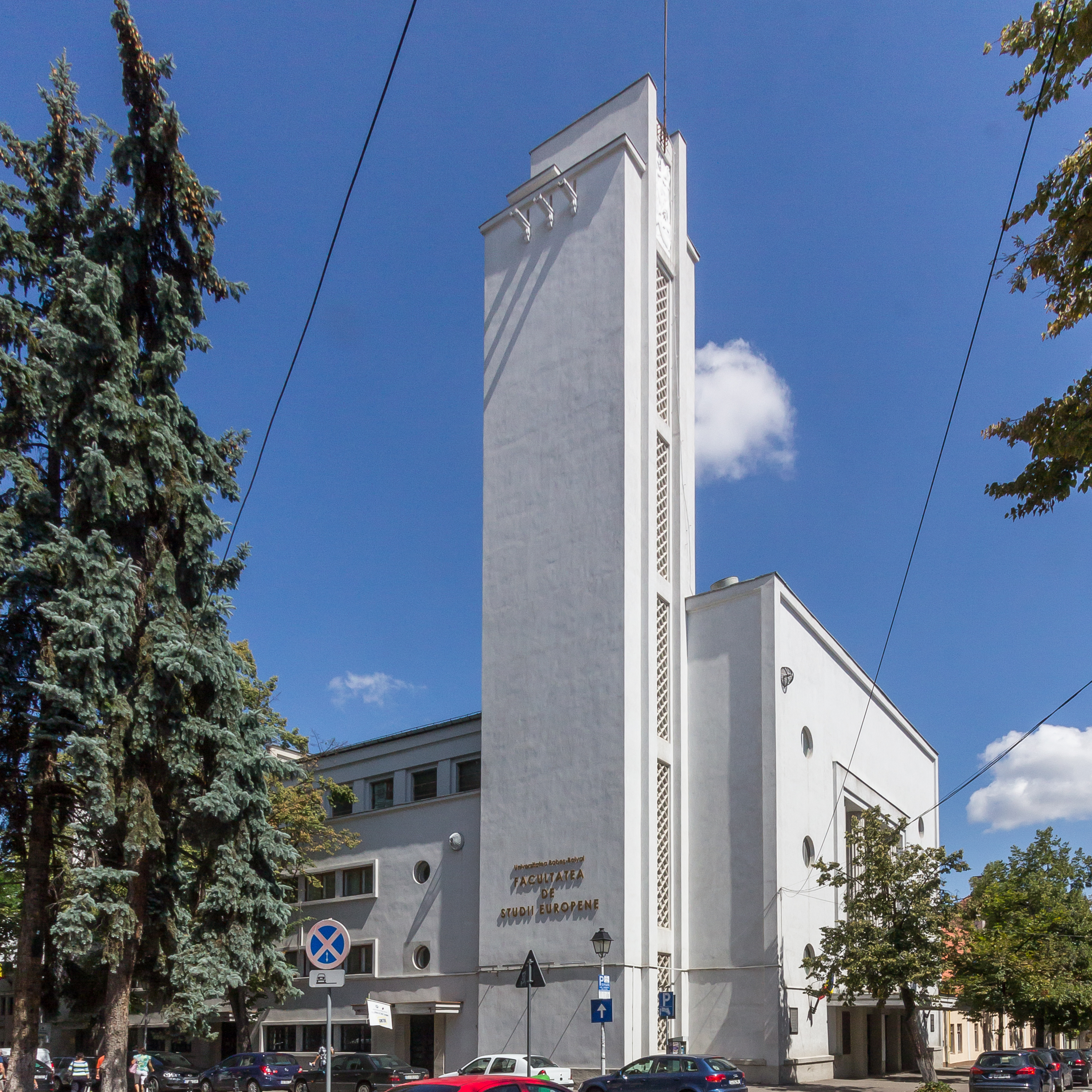
Colegiul Academic (fosta "Casa Universitarilor") din Cluj

Casa Universitarilor din strada Emmanuel de Martonne nr.1 și str. I.C. Brătianu nr.4 este declarată monument istoric (cod: CJ-II-m- A-07388). 

## Istoric

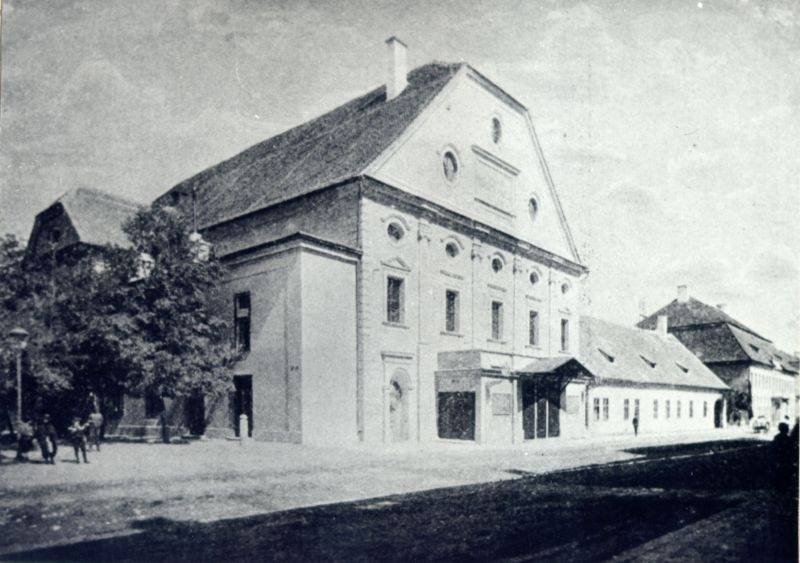
Vechiul teatru maghiar de pe Ulița Lupilor (Farkasutca), azi str. M. Kogălniceanu (pe acest loc se găsește astăzi Casa Universitarilor)

Clădirea s-a ridicat pe locul vechiului edificiu al primului teatru maghiar clujean. După mutarea teatrului în anul 1906 în noul său sediu din Piața Ștefan cel Mare, vechea clădire a intrat în proprietatea universității, care a folosit-o temporar pentru depozitarea unor colecții. Deteriorându-se treptat, la mijlocul anilor 30 a fost demolată, hotărându-se construirea pe acel teren a unui colegiu academic cu funcții diverse. Construcția a început în anul 1934 și a fost terminată în anul 1937 (proiectant: arhitectul George Cristinel).  Suprafețele plane ale pereților exteriori și lipsa aproape totală a elementelor ornamentale, exprimă gustul arhitectural al secolului al XX-lea. O curte interioară, delimitată de un șir de arcade, desparte cele două corpuri ale clădirii. Inaugurată la 13 iunie 1937, în prezența regelui Carol al II-lea, clădirea a primit numele de "Colegiul Regele Carol II". Între anii 1940-1944 (pe timpul cedării Ardealului de Nord) era cunoscută ca „Mátyás Király Diákház” („Casa studenților regele Matia”). În anii 50 a fost denumită „Casa Universitarilor”. În sala mare, cu capacitate de 854 de locuri, își susține concertele Filarmonica clujeană. În anul 2003, universitatea a renovat clădirea și Filarmonica a trebuit să se mute temporar în alt sediu. Numele oficial actual al clădirii este „Colegiul Academic”.